# Гельбрас, Виля Гдаливич
Виля Гдаливич Гельбрас (19 января 1930, Москва — 23 апреля 2018, там же) — российский востоковед-синолог, доктор исторических наук, кандидат экономических наук, профессор Института стран Азии и Африки при МГУ имени Ломоносова.

## Биография
Отец, Гдалий Соломонович (Гдаля Шлеймович) Гельбрас, ирановед, работал в советском посольстве в Тегеране, а после исключения из партии — редактором газеты в Кольчугино; погиб на фронте в годы Великой Отечественной войны. Мать — Полина Ефимовна Сорокина, как и муж — преподаватель Коммунистического университета трудящихся Востока имени И. В. Сталина (КУТВ). После закрытия КУТВ в 1938 году отец устроился в валютное управление Наркомата внешней торговли, продолжил публиковаться в области иранистики под псевдонимом Рейнджибар. Брат отца, доктор экономических наук Пётр Соломонович Гельбрас (1903—1943), заведующий французским сектором Института Мирового хозяйства и мировой политики АН СССР, погиб на фронте.
Изучал Китайскую Народную Республику с момента её основания 1 октября 1949 года.
Являлся членом Европейской и Российской ассоциаций китаеведов, экспертом Российского фонда гуманитарных исследований. Эксперт Комитета по международным делам Государственной Думы России.
Автор более 200 научных работ.

## Взгляды
Критик участия России в ШОС. Скептически относился как к сближению с Китаем, так и к «жёлтой угрозе».

## Основные работы
- Виля Гдаливич Гельбрас. Экономика Китайской Народной Республики. Важнейшие этапы развития, 1949—2007. Курс лекций. — Москва: Гуманитарий, 2007. — 424 с. — 500 экз. — ISBN 978-5-91367-023-6